# Zond Linea
La Zond Linea è una struttura geologica della superficie di Plutone.